# Kwaśna buczyna górska
Kwaśna buczyna górska (Luzulo nemorosae-Fagetum syn. Luzulo luzuloides-Fagetum) – ubogie florystycznie zbiorowisko roślinne, w typie siedliskowym lasu mieszanego świeżego lub wilgotnego, z dominacją buka zwyczajnego w drzewostanie, z domieszką: jawora, świerka, czasem jodły. 
Kwaśna buczyna górska jest głównym zbiorowiskiem roślinnym na glebach typu rankeru lub oligotroficznego pokrywających ubogie z natury podłoże skał bezwęglanowych. Występuje w piętrze leśnym regla dolnego gór Europy Środkowej. Runo jest florystycznie ubogie ze znacznym udziałem roślin acidofilnych, ma najczęściej postać trawiasto-mszystą, z dominacją trzcinnika lub krzewinkową z dominacją borówki czernicy. Charakterystyczną cechą jest obfite występowanie kosmatki gajowej oraz udział gatunków górskich, takich jak np.: starzec Fuchsa czy przenęt purpurowy.
Pod względem lokalno-siedliskowym zespół kwaśnej buczyny zróżnicowany jest na trzy jednostki w randze podzespołu: 
- podzespół suchy – występuje na skalistych szczytach i grzbietach górskich o płytkiej i ubogiej glebie, w miejscach o suchym mikroklimacie, wystawionym na działanie wiatrów. Odznacza się mniej dorodnym, niższym drzewostanem. Runo jest słabo wykształcone, składa się z niewielu acidofilnych gatunków, głównie kosmatki gajowej, borówki czarnej i trzcinnika leśnego. Postać tę wyróżnia występowanie chrobotków oraz obfity udział borówki czernicy,
- podzespół typowy – bez gatunków wyróżniających, zasiedlający gleby świeże,
- podzespół paprociowy – rozwijający się w wilgotnych zagłębieniach terenowych oraz na stokach północnych z dominującą wietlicą alpejską i wietlicą samiczą, nerecznicą szerokolistną i zachyłką trójkątną.